# Kohlera nebula
Kohlera nebula är en fjärilsart som beskrevs av William Schaus 1906. Kohlera nebula ingår i släktet Kohlera och familjen nattflyn. Inga underarter finns listade i Catalogue of Life.